# 怪歌
花譜 4th ONE-MAN LIVE「怪歌」（かふ フォースワンマンライブ かいか）は、2024年1月14日に東京都渋谷区の国立代々木競技場第一体育館で開催された、KAMITSUBAKI STUDIO所属のバーチャルシンガー、花譜の 4th ワンマンライブである。
バーチャルシンガーソングライター「廻花」としての初めてのデビューの場であった。2025年3月26日には、本公演が収録されたBlu-rayおよびCDがリリースされる。

## 概要
本公演は、「神椿代々木決戦二〇二四」として2日間にわたって開催されたKAMITSUBAKI STUDIO のライブイベントの2日目の公演である。なお、1日目のライブは『V.W.P 2nd ONE-MAN LIVE「現象II -魔女拡成-」』であった。タイトルの「決戦」は、KAMITSUBAKI STUDIOを運営するTHINKRが持つ人材や人脈を投資した総力戦としての意味合いを持っている。
バーチャルシンガーとして史上初となるアリーナ単独公演であった。2023年3月4日に開催された『花譜 3rd ONE-MAN LIVE「不可解参(想)」』でライブシリーズ「不可解」が終了して以降、初の花譜の単独ライブである。また、学業との両立やコロナ禍の影響で花譜ワンマンライブでは有観客の現地ライブは多くなく、恵比寿LIQUIDROOMで行われた『不可解』、豊洲PITで行われた『不可解弐REBUILDING』、日本武道館で行われた『不可解参(狂)』以来のものとなっている。
それまで続けてきた花譜のワンマンライブシリーズである「不可解」が前作『花譜 3rd ONE-MAN LIVE「不可解参(想)」』で完結し、本公演『花譜 4th ONE-MAN LIVE「怪歌」』から新たなライブシリーズ「怪歌」がスタートした。また、活動開始以来花譜のオリジナル楽曲の提供を続けてきたカンザキイオリ卒業後のイベントであり、『怪歌』以降、花譜は様々なアーティストとのコラボの「組曲」とこれまでのオリジナル楽曲を引き継ぎつつも新たなソングライターらによる作品群「歌承曲」の2本立てでブランディングしていくという方針を公表した。
また、このライブの最後の部にて、花譜の「廻花」としての活動が発表された。このライブタイトル『怪歌』は、この「廻花」の名前に因み、それを隠すために創作されたものである。花譜のプロデューサーであるPIEDPIPERは新しい活動形態として「開花」という名前を提案したが、花譜オリジンの希望により「廻花」の漢字を用いることとなったことが後に語られている。PIEDPIPERとしては、ライブシリーズ「不可解」を展開している時点で「開花」というフレーズが使いたいという考えがあった。この怪歌、廻花、開花のように、KAMITSUBAKI STUDIOには同音異義語や言葉遊びの表現を好んで使用していることが語られている。

## 演目と演出
全体は5部制であった。第1部はカンザキイオリによるもともとの花譜のオリジナル楽曲からなるパートであった。第2部はゲストが出演し、リアルのアーティストやコンポーザーとのコラボ曲である「組曲」からなるパートであった。第3部は音楽的同位体「可不」と共演したり、バーチャルヒューマンの姿で登場するパートであった。第4部では、新たな花譜のオリジナル楽曲のシリーズである「歌承曲」が初めて披露され、最後の第5部は、「廻花」としてのデビューが行われたパートであった。
以下、セットリストは「怪歌」ライブパンフレット (2024)および PANORA のライブレポートによる。
| 部          | No. | タイトル                                   | 衣裳                                                       | 備考                                                       |
| ----------- | --- | ------------------------------------------ | ---------------------------------------------------------- | ---------------------------------------------------------- |
| 第一部 邂逅 | 1.  | 青春の温度                                 | 花譜 第四形態 雉 (怪)                                      | カンザキイオリ制作のオリジナル楽曲                         |
| 第一部 邂逅 | 2.  | 人を気取る                                 | 花譜 第四形態 雉 (怪)                                      | カンザキイオリ制作のオリジナル楽曲                         |
| 第一部 邂逅 | 3.  | 未観測                                     | 花譜 第四形態 雉 (怪)                                      | カンザキイオリ制作のオリジナル楽曲                         |
| 第一部 邂逅 | 4.  | 世惑い子                                   | 花譜 第四形態 雉 (怪)                                      | カンザキイオリ制作のオリジナル楽曲                         |
| 第一部 邂逅 | 5.  | それを世界と言うんだね                     | 花譜 第四形態 雉 (怪)                                      | カンザキイオリ制作のオリジナル楽曲                         |
| 第一部 邂逅 | 6.  | 邂逅                                       | 花譜 第四形態 雉 (怪)                                      | カンザキイオリ制作のオリジナル楽曲                         |
| 第二部 組曲 | 7.  | あさひ feat. 佐倉綾音                      | 花譜 第五形態 雷鳥                                         | ゲストは佐倉綾音                                           |
| 第二部 組曲 | 8.  | しゅげーハイ!!! feat. Mori Calliope        | 花譜 第五形態 雷鳥                                         | ゲストは森カリオペ                                         |
| 第二部 組曲 | 9.  | ギミギミ逃避行 feat. #KTちゃん             | 花譜 第五形態 雷鳥                                         | ゲストは#KTちゃん                                          |
| 第三部 踊子 | 10. | KAF DISCOTHEQUE                            | 花譜は退席し、DJとダンサー elevenplay によるパフォーマンス | 花譜は退席し、DJとダンサー elevenplay によるパフォーマンス |
| 第三部 踊子 | 11. | CAN-VERSE feat.可不                        | 起源形態 犀鳥                                              | 音楽的同位体 可不とともに                                  |
| 第三部 踊子 | 12. | トウキョウ・シャンディ・ランデヴ feat.可不 | 起源形態 犀鳥                                              | 音楽的同位体 可不とともに                                  |
| 第三部 踊子 | 13. | 蕾に雷 feat.長谷川白紙                     | VIRTUAL BEING KAF                                          | ゲストは長谷川白紙                                         |
| 第三部 踊子 | 14. | わたしの声 feat.大沢伸一 (MONDO GROSSO)    | VIRTUAL BEING KAF                                          | ゲストは大沢伸一                                           |
| 第四部 歌承 | 15. | スイマー                                   | 特殊歌唱用形態 扇鳩                                        |                                                            |
| 第四部 歌承 | 16. | アポカリプスより                           | 特殊歌唱用形態 扇鳩                                        |                                                            |
| 第四部 歌承 | 17. | ホワイトブーケ                             | 特殊歌唱用形態 扇鳩                                        | バックダンサーはVALISオリジン                              |
| 第四部 歌承 | 18. | ゲシュタルト                               | 特殊歌唱用形態 扇鳩                                        | バックダンサーはVALISオリジン                              |
| 第四部 歌承 | 19. | この世界は美しい feat. Guiano              | 特殊歌唱用形態 扇鳩                                        | ゲストはGuiano                                             |
| 第五部 廻花 | 20. | ターミナル                                 | 廻花としてのパフォーマンス。                               | すべて新発表の曲。                                         |
| 第五部 廻花 | 21. | ひぐらしのうた                             | 廻花としてのパフォーマンス。                               | すべて新発表の曲。                                         |
| 第五部 廻花 | 22. | スタンドバイミー                           | 廻花としてのパフォーマンス。                               | すべて新発表の曲。                                         |
| 第五部 廻花 | 23. | 転校生                                     | 廻花としてのパフォーマンス。                               | すべて新発表の曲。                                         |
| 第五部 廻花 | 24. | かいか                                     | 廻花としてのパフォーマンス。                               | すべて新発表の曲。                                         |

### オープニングムービー
開演時刻の17時30分になると、ステージ上の巨大なLEDウォールにカウントダウンが流れた。オープニングムービーでは、渋谷の街を花譜が訪れる映像が映され、会場である代々木体育館の前に行きつく。BGMにはオーケストラアレンジの「夜行バスにて」が流された。オープニングムービーには、タイトルの『怪歌』から想起される、花が開花する演出がなされていた。
オープニングムービー後は、ポエトリーリーディングで始まり1曲目の「青春の温度」に繋がった。

### ゲスト
本公演では、佐倉綾音、森カリオペ（Mori Calliope）、#KTちゃん、長谷川白紙、大沢伸一がゲスト出演した。
第2部では、佐倉綾音、森カリオペ、#KTちゃんの3人がゲスト出演した。声優の佐倉綾音とは、「組曲」の「あさひ feat. 佐倉綾音」をデュエットした。続いてホロライブENの森カリオペとは、同じく組曲の1曲である「しゅげーハイ!!!」をライブ特別バージョンとしてデュエットした。ラッパーの#KTちゃんとは、新曲の「ギミギミ逃避行」をデュエットした。
第3部では、KAF DISCOTHEQUE および可不とのデュエットののち、長谷川白紙の演奏で「蕾に雷」が、大沢伸一のDJで「わたしの声」が演奏された。この際のステージは、花譜が「VIRTUAL BEING KAF」の姿で登場した。
第4部の「ホワイトブーケ」と「ゲシュタルト」では、VALISがオリジンの姿で登場し、舞台上でダンスを展開した。第4部最後の楽曲「この世界は美しい」では、作詞・作曲を行ったGuianoが登場し、デュエットを行った。

### 歌承曲の発表
メインコンポーザーとして花譜の楽曲を制作してきたカンザキイオリが KAMITSUBAKI STUDIO を卒業して以降の花譜オリジナル楽曲は、PIEDPIPER が選出した複数のクリエイターにより制作され、歌を継承するという意味で「歌承曲」と名付けられた。『怪歌』第4部では、歌承曲の5作品が演奏された。エンドロールで演奏された「Replaceable Goodbye」を含め、全6曲が発表された。
「ホワイトブーケ」と「ゲシュタルト」の2曲は「みんなで創る神椿代々木決戦MV」として撮影が許可され、その映像を繋げたものが後日ミュージックビデオとして公開された。

### 新衣装の発表
『怪歌』では「花譜 第四形態 雉（怪）」および「花譜 第五形態 雷鳥」が発表された。さらに、「起源形態 犀鳥」が披露された。これは『バーチャルシンガー花譜の廻れ！MAD TV』の第3回にて、花譜のデザインを行ったPALOW. のアドバイスの下、花譜自身がデザインしたものである。
またフォトリアルなバーチャルヒューマンの3Dモデル「VIRTUAL HUMAN KAF」が「VIRTUAL BEING KAF」として本格的に始動することとなった。

## 「廻花」のデビュー
『怪歌』では第5部で「廻花」としての姿が披露され、バーチャルシンガーソングライター「廻花」プロジェクトが始動することが発表された。20歳を迎えた『怪歌』を機に、彼女自身が制作したオリジナル曲のみを歌う、シンガーソングライターとしての存在を「廻花」として分岐させて、同時に活動していくことになった。以前のライブ『花譜 3rd ONE-MAN LIVE「不可解参(狂)」では、花譜自身が作詞・作曲を行った「マイディア」が発表されており、本人を表に出していく方針を見せていたが、本公演ではそれとは別の形で花譜オリジンの内面が表現された。
『怪歌』では、廻花自身が作詞・作曲を行った「ターミナル」、「ひぐらしのうた」、「スタンドバイミー」、「転校生」、「かいか」の5曲が初めて演奏された。。最初の「ターミナル」では、観客から無意識に驚きの声が発せられていたが、その3秒後には拍手とともに歓声が上がった。最後の楽曲「かいか」は廻花としての思いを詰め込んだ内容で、廻花の姿も花譜オリジン自身として受け止めてもらいたいという思いが込められている。
なお、同年4月24日には廻花の1st シングル「かいか」がリリースされ、『怪歌』でのライブ映像を手掛けた荒船泰廣が監督を務めて制作されたミュージックビデオが公開された。この楽曲では「廻花」とファンとの新たな出会いに対する純粋な心情が綴られている。
第5部では、それまでのワンマンライブでは1回にまとめられているMCが4回に分けて行われた。廻花はかなりの時間を割いて名前の由来や、新しい姿の意味を説明していた。

## エンディングムービー
エンドロールでは、笹川真生の制作による歌承曲「Replaceable Goodbye」や、花譜の最初期の楽曲「心臓と絡繰」、岸田繁とのコラボ楽曲「愛のまま」などがBGMとして流された。エンドロールの最後は「All Performanced by KAF & KAIKA」の文字で締めくくられた。
エンディング後には、以下の8大新情報が発表された。
1. バーチャルシンガーソングライター「廻花」プロジェクト始動
2. 花譜 4th Album『寓話』制作決定
3. 花譜コラボ企画「組曲」第2章始動、第一弾「ギミギミ逃避行 feat.#KTちゃん(Prod. peko)」は2月28日に配信リリース
4. Remix Album『狂想γ』リリース決定
5. 「花譜展4」3月開催決定
6. 花譜「ねんどろいど」化決定
7. バーチャル舞台劇『御伽噺』開幕
8. KAMITSUBAKI STUDIO×HELLO OSAKAの新企画「バーチャル謎解きミステリー 魔女謎解」始動

## 反響と評価
「怪歌」は現地および配信を合わせ、1万5000人が観賞した。バーチャルエンタメメディアである「MoguLive」の編集部はバーチャル演出の豪華さやストーリー性、バーチャルアーティストらのパフォーマンスについて、大きな反響を生んだとしている。バーチャルYouTuberのレオン・ゼロミヤは『怪歌』で登場したリアル調のアバターである「VIRTUAL BEING KAF」について、「完全に空間が飲み込まれ、恐ろしさをも感じた」と語っている。
花譜の現実での姿（オリジン）を想起させる姿であるシンガーソングライターとしての「廻花」は、会場では驚きを持って迎えられた。レオン・ゼロミヤは、ディスプレイに映し出された映像にもかかわらず、本当にステージに生身の人間が立っているような存在感を感じたと評している。パノラプロ代表取締役の広田稔は、「オリジン」の心境が表出されることは稀で、VTuberの歴史に残るであろうと評価している。

## 映像化・音源化
『怪歌』のライブは映像化され、『「怪歌」Blu-ray』として2025年3月26日にリリースされる。
「怪歌」Blu-ray には、ライブ全編とドキュメンタリーを収録したBlu-rayに加え、LIVE音源を収録したCD2枚が同梱された。ドキュメンタリーは「A HISTORY OF 花譜」と題されている。CDには全24曲が収録された。
販売の決定は2024年11月3日に開催された『花譜 4th ONE-MAN LIVE「怪歌(再)」』にて発表された。なお、『怪歌(再)』の Blu-ray リリースも同じタイミングで発表された。また、「怪歌」Blu-ray と「怪歌(再)」Blu-ray のどちらもを合わせた『「怪歌＆怪歌（再）」Blu-ray Special Box』も販売され、同じく3月26日にリリースされる。先行予約は2024年12月1日から開始された。

### 収録トラック
| #   | タイトル                                        | 作詞 | 作曲・編曲 |
| --- | ----------------------------------------------- | ---- | ---------- |
| 1.  | 「青春の温度」                                  |      |            |
| 2.  | 「人を気取る」                                  |      |            |
| 3.  | 「未観測」                                      |      |            |
| 4.  | 「世惑い子」                                    |      |            |
| 5.  | 「それを世界と言うんだね」                      |      |            |
| 6.  | 「邂逅」                                        |      |            |
| 7.  | 「あさひ feat.佐倉綾音」                        |      |            |
| 8.  | 「しゅげーハイ!!! feat. Mori Calliope」         |      |            |
| 9.  | 「ギミギミ逃避行 feat. #KTちゃん」              |      |            |
| 10. | 「KAF DISCOTHEQUE」                             |      |            |
| 11. | 「CAN-VERSE feat. 可不」                        |      |            |
| 12. | 「トウキョウ・シャンディ・ランデヴ feat. 可不」 |      |            |
| 13. | 「蕾に雷 feat. 長谷川白紙」                     |      |            |
| 14. | 「わたしの声 feat. 大沢伸一(MONDO GROSSO)」     |      |            |
| 15. | 「スイマー」                                    |      |            |
| 16. | 「アポカリプスより」                            |      |            |
| 17. | 「ホワイトブーケ」                              |      |            |
| 18. | 「ゲシュタルト」                                |      |            |
| 19. | 「この世界は美しい feat.Guiano」                |      |            |
| 20. | 「ターミナル／廻花」                            |      |            |
| 21. | 「ひぐらしのうた／廻花」                        |      |            |
| 22. | 「スタンドバイミー／廻花」                      |      |            |
| 23. | 「転校生／廻花」                                |      |            |
| 24. | 「かいか／廻花」                                |      |            |
| 25. | 「A HISTORY OF 花譜」                           |      |            |